# Liste der Monuments historiques in Ponthion
Die Liste der Monuments historiques in Ponthion führt die Monuments historiques in der französischen Gemeinde Ponthion auf.

## Liste der Immobilien
| Bezeichnung          | Beschreibung           | Standort               | Kennzeichnung | Schutzstatus | Datum | Bild           |
| -------------------- | ---------------------- | ---------------------- | ------------- | ------------ | ----- | -------------- |
| Kirche St-Symphorien | ab dem 12. Jahrhundert | Rue de l’Église (Lage) | PA00078769    | Classé       | 1924  | weitere Bilder |

## Liste der Objekte
| Bezeichnung                                         | Beschreibung                                         | Standort                           | Kennzeichnung | Schutzstatus | Datum | Bild |
| --------------------------------------------------- | ---------------------------------------------------- | ---------------------------------- | ------------- | ------------ | ----- | ---- |
| Zwei Engelsskulpturen                               | am Hauptaltar; Holz, vergoldet, 18. Jahrhundert      | in der Kirche St-Symphorien (Lage) | PM51002329    | Inscrit      | 1975  |      |
| Taufbecken                                          | Stein, Holz, 16. Jahrhundert                         | in der Kirche St-Symphorien (Lage) | PM51002330    | Inscrit      | 1975  |      |
| Kruzifix                                            | Holz, farbig gefasst, 18. Jahrhundert                | in der Kirche St-Symphorien (Lage) | PM51002334    | Inscrit      | 1975  |      |
| Skulptur Madonna mit Kind                           | Holz, farbig gefasst, 18. Jahrhundert                | in der Kirche St-Symphorien (Lage) | PM51002333    | Inscrit      | 1975  |      |
| Seitenaltar                                         | Holz, farbig gefasst und vergoldet, 19. Jahrhundert  | in der Kirche St-Symphorien (Lage) | PM51002332    | Inscrit      | 1975  |      |
| Skulptur Heiliger Symphorianus                      | Stein, farbig gefasst und vergoldet, 18. Jahrhundert | in der Kirche St-Symphorien (Lage) | PM51002331    | Inscrit      | 1975  |      |
| Gemälde Christus erscheint Petrus auf der Via Appia | Ölfarbe auf Leinwand, 18. Jahrhundert                | in der Kirche St-Symphorien (Lage) | PM51002335    | Inscrit      | 1975  |      |